# Harleston
Harleston est une ville du district de South Norfolk dans le comté de Norfolk, en Angleterre. Elle est située au sud de Norwich.